# Мащехата (теленовела, 2005)
Мащехата (на испански: La madrastra) е мексиканска теленовела, продуцирана от Салвадор Мехия за Телевиса през 2005 г. Версията, написана от Лиляна Абуд, е базирана на едноименната теленовела от чилийския драматург Артуро Моя Грау. Продукцията се смята за една от петте най-успешни теленовели на Телевиса за всички времена.
В главните роли са Виктория Руфо и Сесар Евора, а в отрицателните - Жаклин Андере, Марта Хулия, Гилермо Гарсия Канту, Сесилия Габриела, Сабине Мусиер и Серхио Майер.

## Сюжет
Ужасна трагедия слага край на пътешествието на група от приятели в Аруба. Мария (Виктория Руфо) чува изстрел и открива приятелката си Патрисия (Монтсерат Оливиер) мъртва; в момент на объркване вдига от земята пистолета. Така Мария е призната за виновна за убийство и е осъдена на доживотен затвор. Съпругът ѝ, Естебан (Сесар Евора) е важен бизнесмен. Той не вярва в твърденията за невинност на Мария и когато се връща в Мексико, се развежда с нея, купува мълчанието на всички, които са били с тях на това пътуване и казва на младите си деца, че тяхната майка е умряла при инцидент. След това той поставя над камината картина на непозната жена, която той нарича Монтсерат.
Двадесет години по-късно, Мария е освободена от затвора заради добро поведение и се връща в Мексико Сити в търсене на отмъщение. Тя иска да открие истинския убиец на Патрисия и да се изправи пред Естебан, който тя сега мрази заради това, че я е изоставил, но това, което Мария най-много иска е да си възвърне децата – Ектор (Маурисио Аспе) и Естрея (Ана Лайевска). Първото нещо, което Мария прави, когато тя пристига, е да се изправи срещу всички, които са били с нея на пътуването: Естебан; Сервандо (Лоренсо де Родас), един от бизнес партньорите на Естебан във фирмите Сан Роман; Деметрио (Гийермо Гарсия Канту), фирменият адвокат на Естебан; Даниела (Сесилия Габриела), съпругата на Деметрио и леля на годеницата на Естебан, Ана Роса (Марта Хулия); Бруно (Рене Касадос), друг бизнес партньор на Естебан; Фабиола (Сабине Мусие), съпругата на Бруно, която въпреки това е влюбена в Естебан; и Алба (Жаклин Андере) и Кармела (Маргарита Исабел), двете лели на Естебан. Всеки един от тях е ужасен да види Мария. Тя поставя страх и съмнение в тях, когато им съобщава, че тя не е убила Патрисия и че истинският убиец е живял сред тях в последните двадесет години.
В хода на разследването си, Мария открива част от дневника на Патрисия и научава, че нейната приятелка не е била добрият човек, който е изглеждала: Патрисия е знаела тайните и слабостите на всички в групата им и умишлено е накарала Мария да вярва, че Естебан ѝ е правил неприлични предложение. Освен това, Мария научава, че Патрисия никога не е обичала собствения си син, Леонел (Едуардо Капетийо), и Мария решава да попречи на Леонел да научи тази ужасна истина.
Мария се омъжва повторно за Естебан с едничката цел да си върне любовта на децата си. Така тя се превръща в тяхна „мащеха“. Обаче не всичко се случва така, както Мария си е представяла. Ектор и Естрея не са наясно, че Мария е тяхната истинска майка и я ненавиждат, вярвайки че Мария е дошла да узурпира полагащото се място на майка им, които те са идеализирали. Освен това Мария трябва да се справи с интригите на бившите си приятели, най-вече Алба, която тайно изпитва кръвосмесителна любов към своя собствен племенник и мрази всички жени, с които той има интимност, и Фабиола, която някога е била сгодена за Естебан и негодува срещу Мария, защото е спечелила сърцето на Естебан въпреки ниското си социално положение.
Мария също така е шокирана да научи, че Естебан има и трето дете, Анхел (Мигел Анхел Биаджо), чиято майка Естебан отказва да назове. Анхел е често болнав и несигурен в себе си млад мъж. Мария го приема веднага и се отнася към него с любов и обратното, Анхел се отнася с любов към Мария. Благодарение на подкрепата на Мария, Анхел пораства и става самоуверен и оптимистичен мъж. Малко по малко, Мария печели любовта на децата си, без да им разкрива истинската връзка, която ги обединява. Тя помага на Естрея да помъдрее и да остави зад себе си повърхностното и капризно момиче, помага ѝ също така да разбере, че от двамата ѝ кандидати, Карлос (Серхио Майер) и Греко (Хосе Луис Ресендес), вторият е този, който наистина го е грижа за нея. Ектор също не е зрял и арогантен и Мария му помага да поеме отговорност, когато се влюбва във Вивиан (Мишел Виет), бивша съкилийница на Мария, и я забременява.
Въпреки това, най-големият проблем на Мария е Естебан. Тя се намира на кръстопът, когато тя осъзнава, че все още обича съпруга си, както и че той нея. Сега, когато нейното сърце е закалено от двадесет години на страдание, самота и изоставяне, Мария трябва да намери сили да избере между отмъщението и прошката.

## Алтернативен край
Два края на теленовелата съществуват: след първоначалното излъчване в Мексико през 2005 г., Мащеха е излъчена наново през 2007 г. в часовия пояс 18:00. Продуцентът Салвадор Мехия Алехандре организира събирането на голяма част от актьорския състав, за да заснемат отново финалните серии на мелодрамата, така че зрителите отново биха могли отново с нетърпение да очакват откриването на самоличността на убиеца. Двете версии се отклоняват една от друга когато Естебан е пуснат от затвора, след като арубийските власти откриват самоличността на убиеца, въпреки че са били добавени нови сцени и в предишните епизоди. Значима разлика е, че първата версия се състои от 120 едночасови епизода, а втората версия е сведена до 115. Много сцени от оригиналното излъчване бяха или изрязани или променени по време на второто излъчване, като например смъртта на Ана Роса, Карлос, Алба, Ребека и Сервандо.
В първоначалния край, Деметрио е разкрит като убиецът на Патрисия веднага след като застрелва Ана Роса в изоставен склад; също така се разкрива, че Деметрио е травестит и че той е способен да хвърли подозрение върху съпругата си, Даниела, защото е извършвал убийствата, носейки нейни дрехи и перука идентична с нейните. Малко след това Деметрио в известна степен полудява и си поставя за цел да убие Естебан, Бруно, Фабиола и Кармела за това, че са го изоставили след като твърдят, че са негови приятели. В крайна сметка той е арестуван след опит да убие Мария в последния епизод и е изпратен в затвора, където силно се предполага, че е изнасилен от другите затворници.
В алтернативния край, убиецът не се разкрива на публиката, докато в предпоследния епизод, в един момент Бруно намира видеокасетата на Фабиола, на която е записано как тя убива Патрисия. В пристъп на лудост, Фабиола намушква Бруно и той умира, след това нервно минава през улиците на Мексико сити, търсейки Мария и криейки се зад електрическите стълбове. Впоследствие тя притиска до стената Мария с пистолет в ръка в имението Сан Роман, но полицията пристига. Фабиола бива арестувана и изпратена в психиатрична клиника. В тази версия Деметрио има щастлив край, в която той се събира с Анхел (който е негов биологичен син) и Кармела на сватбата на Анхел и Алма (Химена Ерера). В оригиналната версия Фабиола също има щастлив край – тя и Бруно изоставят своите бляскави личности и се посвещават един на друг.
Алтернативният край е излъчван само в Мексико. През 2009 година, повторното излъчване на Мащеха по Телефутура в САЩ използва оригиналния край, в който Деметрио е убиецът на Патрисия. Наборът от DVD-та на Мащеха, който излиза през 2006 г. включва и края на Деметрио, който изгаря жив в една колиба, намираща се до вилата на Патрисия. Не съществува алтернативна версия на специалното продължение на новелата, Años después, и съответно няма записан друг край на Фабиола, защото и тук Деметрио е убиецът.

## Мащехата... след години
Специалното продължение на Мащехата, озаглавено Мащехата... след години (на испански: La madrastra: años después), е излъчено по Canal de las Estrellas на 30 юли 2005 г., ден след като последният епизод на сериала. То показва какво се случва десет години по-късно след петорната сватба на финала. Семейство Сан Роман е щастливо и обединено, включващо четирите нови внуци на Естебан и Мария, така както и жителите на Ксочимилко. Бившите злодеи Фабиола, Бруно и Даниела не участват в това специално издание на сериала, но се споменава, че Даниела е щастливо омъжена за по-възрастен мъж, а Фабиола и Бруно са посветили себе си да помагат на болни деца. Семейство Сан Роман отива във вилата на Патрисия, за да отпразнуват десета споделена годишнина откакто петте двойки са се оженили, без да подозират, че там ги чака изненада. Деметрио, който те смятат за мъртъв след бягство от затвора преди една година, всъщност е жив и здрав и дори е в заговор с единия от внуците на Естебан и Мария, Анхелито, синът на Алма и Анхел, и бавачката на децата, Диана. Неговата цел е да убие цялото семейство. След многобройни неуспешни опити да убие членовете от семейството си, Анхелито примамва Мария да дойде с него до една колиба в гората, където Деметрио държи Естрея за заложница. Естебан идва, за да спаси близките си, но докато се сражава с Деметрио, пада свещ и се запалва огън, в който умират Деметрио и детегледачката Диана. Анхелито е на косъм от смъртта, но молитвите на Мария към девата спасяват момчето и тя му дава сребърната си фигура на Дева Мария, която собственоръчно е изобретила в затвора, за да му напомня винаги да бъде добър с останалите.

## Актьорски състав
Виктория Руфо – Мария Фернандес Акуня де Сан Роман – съпруга на Естебан, майка на Ектор и Естрея, прекарала 20 години от живота си в затвора за убийството на най-добрата си приятелка, което не е извършила. Затворът я е направил друга жена – твърда, силна и жестока, въпреки че не е успял да отнеме справедливостта и благородността ѝ. Именно в затвора тя натрупва голямо богатство, произвеждайки различни материали от сребро, което отец Белисарио ѝ праща. Тя е най-дълго престоялата в затвора затворничка и най-уважаваната от затворничките. Става приятелка с Вивиан, когато се налага двете да споделят една и съща килия. След като е освободена от затвора, тя се връща в Мексико, омъжва се за Естебан, връща си любовта на децата и открива кой е истинският виновник за смъртта на Патрисия.

Сесар Евора – Естебан Сан Роман – съпруг на Мария, баща на Ектор и Естрея, осиновител на Анхел. Не вярва в невинността на Мария, когато е обвинена несправедливо за убийството на Патрисия, но с времето осъзнава, че все още я обича и че всичко е било лъжа на Сервандо.

Едуардо Капетийо – Леонел Ибанес – син на Патрисия и Артуро. Останал е сирак след убийството на Патрисия и кончината на баща му няколко месеца след нейната. Леонел приема Естебан като свой втори баща, добър съветник и приятел, а неговите деца като свои братя и сестра. Помага на Мария да намери убиецът на Патрисия. Влюбва се в Лупита, секретарката му.

Жаклин Андере – Алба Сан Роман – леля на Естебан и Анхел и сестра на Кармела. Тя има две лица – пред останалите тя е жена с морал, а всъщност е перверзна жена, която таи несподелена и болна любов към племенника си Естебан. Мрази всяка жена, която се приближи до него и е готова на всичко, за да я отдалечи. Тя е най-големият враг на Мария и е готова на всичко, за да я премахне от пътя си, понеже не само обича Естебан, но и смята, че Мария заема мястото, което ѝ се полага в имението Сан Роман. Патрисия е знаела тайната ѝ, че тя е имала връзка с Деметрио, когато той вече е бил женен за Даниела и че тя е забременяла от него, но детето се е родило мъртво и затова решава да я шантажира. Умира, хвърляйки се от балкона на имението Сан Роман.

Гилермо Гарсия Канту – Деметрио Риверо – провалил се адвокат, съпруг на Даниела. Всичките жени, с които е бил, му се подиграват, защото не струва като мъж – както в леглото, така и в бизнеса. Патрисия е знаела доста негови тайни – преоблича се като жена, извършил е измама във фирмата на Естебан и е откраднал доста пари, дал е свръхдоза от хапчетата на лудата си жена София, за да ускори смъртта ѝ, имал е любовни връзки с Алба и Кармела, докато вече е бил женен за Даниела, сестрата на София, изнасилил е Ана Роса, племенницата на Даниела, когато тя е била млада девойка. Затова и решава да го шантажира. Една нощ отива в стаята на Патрисия в хотелът в Аруба, моли я да му върне снимките, на които той е преоблечен, гримиран като жена, носещ перука. Тя, надсмивайки му се, решава да не му ги даде и той я убива. За да предотврати тайните му да излязат наяве, той крие втората част от дневника на Патрисия надълбоко в една от палмите в къщата си, а също така убива и Сервандо, който го е видял в същата вечер да излиза от стаята на Патрисия и знае, че той е убиецът ѝ. Убива и Лусиано, адвокатът на Мария, когато той си дава сметка, че пред него е убиецът на Патрисия. Същото прави и с пиколото на хотела в Аруба и Ана Роса, когато тя намира видеокасетата, която го уличава за смъртта на Патрисия. Естебан е купил мълчанието му след пътуването до Аруба и му е дал акции във фирмата си. Умира, изгаряйки в колиба до вилата на Патрисия.

Сабине Мусие – Фабиола Моран де Мендисабал – съпруга на Бруно, един от бизнес партньорите на Естебан във фирмата му. Била е годеница на Естебан, но той предпочита Мария и урежда бракът на Фабиола с Бруно, за да я отдалечи от него. Тя мрази от дъното на душата си Мария. Фабиола не обича съпруга си, но има страст между тях. Двамата преди двадесет години стават родители на дете с увреждания, дете, което не е като другите деца. Виждайки го, Фабиола решава, че не иска повече да го вижда през живота си и го оставят в Канада. След пътуването до Аруба, Естебан купува мълчанието на Фабиола и Бруно, така както и на останалите, които са били на него. Един ден, в който пристига писмо от Канада ще промени Фабиола дотолкова, че тя ще изпита майчини чувства, ще иска прошка от Мария и ще се промени за добро. В писмото пише, че синът ѝ агонизира и тя и Бруно трябва спешно да го видят.

Марта Хулия – Ана Роса Маркес / София Маркес де Риверо – дъщеря на София, първата съпруга на Деметрио и племенница на Даниела. Като тийнейджърка е била изнасилена от Деметрио. С леля си Даниела планират женитбата ѝ с Естебан, за да оправен финансовото състояние на семейството им. Ана Роса не само успява да стане любовница, а и годеница на Естебан, докато не се завръща Мария и не задължава Естебан да се омъжи за нея в рамките на седмица. Тогава Ана Роса прекрачва ръба на истерична криза и в пристъп на лудост, отива с пистолет в ръка в имение Сан Роман с желанието да убие Мария, но мишена става Естебан. Накрая Ана Роса се променя, признава на Естебан грешките си, моли Мария за помощ, научава тайната кой е убил Патрисия. За да не го издаде, Деметрио я убива в изоставен склад в Аруба.
Актрисата Марта Хулия също изиграва ролята на София, майката на Ана Роса, която се появява само в спомените от преди 20 години.

Ана Мартин – Сокоро де Монтес – добра и смирена жена, омъжена за Леонардо „Да Винчи“ Монтес, бояджия в Ксочимилко. Има две деца – Греко и Лупита. Сокоро обича земята и заедно със сина си имат малък квартален бутик, чрез който се препитават.

Сесилия Габриела – Даниела Маркес де Риверо – сестра на София, първата съпруга на Деметрио. Патрисия знае тайната за ужасната смърт на София, причинена от Деметрио. Даниела също има пръст в това, защото когато София приема свръх дозата, тя не се обажда на доктор, а я оставя да умре. После се омъжва за Деметрио. Даниела никога не е искала да бъде разкрита тайната ѝ и затова Патрисия я шантажира. Заедно с Ана Роса, планира сватбата на племенницата си с Естебан. За да избегне затвора, Деметрио извършва всичките си престъпления, преоблечен като Даниела. Разбирайки кой всъщност е убиецът на Патрисия и какво чудовище е имала за съпруг, тя се променя.

Рене Касадос – Бруно Мендисабал – съпруг на Фабиола, която той не обича. Суетен мъж. Навремето е обичал Патрисия, макар че тя е искала само да се забавлява с него. Една нощ, тя му оставя белег на лицето, когато го одрасква с пръстена си. Вследствие от авантюрата им, Патрисия забременява и именно в нощта на убийството ѝ, е убито и нейното дете от Бруно. Това не е единственият мотив, заради който Патрисия шантажира Бруно. Той и Фабиола са привидно приятели на Деметрио, но му се смеят зад гърба. Решил, че има много какво да губи, той изпълнява капризите на Патрисия. Накрая, Бруно се променя и загърбва суетата си, давайки си нов шанс с Фабиола.

Маргарита Исабел – Кармела Сан Роман – сестра на Алба и леля на Естебан. Имала е връзка с Деметрио, когато той е бил вече женен за Даниела и в резултат на това се ражда Анхел. Деметрио е бил толкова страхлив и я е изоставил, затова с Алба решават да дадат Анхел на Естебан, който го осиновява. Кармела е чувствителна, неуверена и оставяща се да бъде доминирана от сестра си Алба. Патрисия е знаела тайната свързана с Анхел и любовната връзка с Деметрио и затова я шантажира.

Ана Лайевска – Естрея Сан Роман – дъщеря на Естебан и Мария, сестра на Ектор, съпруга на Греко. Тя е повърхностно, капризно момиче, чиято най-голяма липсва в живота е майчината любов и закрила. От малка идеализира жената от снимката над камината и говори с нея. За да дразни баща си, тя наема учител по биотехнология – Греко. Тя остава очарована от момчето и без да си дава сметка, се влюбва в него. Карлос е другият ѝ претендент, но този, който истински я обича е Греко. Когато Мария се омъжва за Естебан и прекрачва прага на имението Сан Роман, Естрея я вижда като нейна мащеха и чувства омраза към нея. Готова да направи живота на Мария ад, Естрея ще извърши безброй лудости, за които след време ще съжали. Малко по малко Мария печели любовта ѝ.

Маурисио Аспе – Ектор Сан Роман – син на Естебан и Мария, брат на Естрея, съпруг на Вивиан. Той е импулсивен и арогантен. Пали се и от най-малкото, но за сметка на това е добро, честно и работливо момче. Вижда в Мария мащехата, която той, Естрея и Анхел ще имат и затова я ненавижда, но именно желанието му сам да прогресира в бизнеса, ще го докарат до сложна за него ситуация, в която той ще преоцени Мария като човек. Научавайки, че Ектор е в затвора, Мария моментално продава акциите си на Леонел и изкарва сина си от затвора. Влюбен във Вивиан. Малко по малко Мария печели любовта му.

Мишел Виет – Вивиан Соуса – бивша съкилийница на Мария, която е обвинена в кражба и осъдена на 3 години затвор. В затвора се запознава с Мария и стават приятелки като накрая Мария, с помощта на адвоката си, Лусиано, издейства нейната свобода. С пристигането си в Мексико, Вивиан се запознава с Ектор, синът на Мария и се влюбва моментално в него. Заедно с Мария създават работилница за сребърни материали, където и тя работи. Накрая се омъжва за Ектор.

Мигел Анхел Биаджо – Анхел Сан Роман – биологичен син на Кармела и Деметрио, осиновен от Естебан. Болнав и неуверен в себе си младеж, който двете лели на Естебан, Кармела и Алба, свръх закрилят. Нямайки си на представа за истината около произхода си, Анхел идеализира жената от снимката над камината, обича, уважава и цени Естебан като свой баща. Той е първият от имението Сан Роман, който вижда доброто в Мария и ѝ дава моралната си подкрепа, защото му вдъхва доверие. Мария, от своя страна, ще премахне свенливостта, неувереността му и ще го накара да се бори за това, което мечтае. Влюбва се в Алма, секретарката му и се женят.

Хоакин Кордеро – отец Белисарио – семеен приятел и съветник на семейство Сан Роман. Той единствен вярва в невинността на Мария, когато всички други я обявяват за убийца в съда. Отец Белисарио е добър, честен и мъдър старец, който праща мексиканска храна и сребро на Мария, за да започне бизнес в затвора и да вади пари. При тайната на изповедта, Сервандо му признава кой е убил Патрисия, но за да не наруши обета си, той премълчава тази тайна, която го измъчва.

Лоренсо де Родас – Сервандо Малдонадо – бизнес партньор и приятел на Естебан. Откакто познава Мария е влюбен в нея и дори се е опитал да я изнасили. Когато Мария го е отрязала, Сервандо решава да излъже в съда, казвайки че човекът, който е видял да излиза от стаята на Патрисия е бил именно Мария. Сервандо е старец, който е толкова загрижен за парите си, че цял живот не е харчил нито сентаво и пести милионите си, които е натрупал от акциите, които му е подарил Естебан и парите, които му е дал за мълчанието му. Има доведен брат Руфино Санчес, който е малтретирал като малък и после той е изчезнал. Сервандо живее в мизерия заедно с Вентурина – няма жена, която му е верен спътник. Убит от Деметрио.

Карлос Бенавидес – Руфино „Пулпо“ Санчес – доведен брат на Сервандо и баща на Карлос. Много малко хора го познават с истинското му име, но в Ксочимилко е познат като „Пулпо“. Руфино е бояджия, споделя тази професия със съпруга на Сокоро, „Да Винчи“ и така стават приятели. Карлос, синът му, се срамува от него, защото е беден и необразован. Накрая осиновява три деца, които намира на улицата.

Серхио Майер – Карлос Санчес – син на Пулпо, бивш годеник на Лупита. Карлос се срамува от баща си, защото е бояджия и едвам свързва двата края, живеейки в мизерна къща. Заминава за САЩ и там печели известна сума пари, работейки като стриптизьор. Запознава се с Естрея и иска да се ожени за нея заради парите на семейството ѝ. Готов е на всичко за пари. Накрая, вслушвайки се в съвета на Ана Роса, Карлос се променя и търси прошка от баща си и всички хора, които е наранил. Убит по погрешка от 'El Cadenas'.

Мариана Риос – Гуадалупе „Лупита“ Монтес – дъщеря на Сокоро и Леонардо „Да Винчи“, сестра на Греко, съпруга на Леонел. Секретарка на Леонел във фирмата Сан Роман. Тайно е влюбена в него, но той не си дава сметка. Когато пристига Мария и Леонел е запленен от нея, Лупита я намразва, защото според нея тя ѝ отнема любовта на живота, но когато разбира, че Леонел изпитва само симпатия и привързаност към Мария, нещата се променят. Тя е бивша годеница на Карлос и го познава добре, знае що за човек е той. Лупита става приятелка с Алма, другата секретарка във фирмата. Омъжва се за Леонел.

Химена Ерера – Алма Мартинес – самотно момиче без семейство. Става секретарка във фирмата Сан Роман и там намира любовта в лицето на един от шефовете си, Анхел. Алба, лелята на Естебан, е готова на всичко, за да ги раздели, понеже Алма е скромно и бедно момиче, но имащо смелост и достойнство. Алма и Анхел сключват граждански брак, подписвайки на тайна церемония в общината. Алма ще бъде и опората за него и Кармела, когато те научат истината за произхода на Анхел.

Хосе Луис Ресендес – Греко Монтес – син на Сокоро и Леонардо „Да Винчи“. Обича земята и затова се грижи за нея. Учи биотехнология и заедно с майка си продават цветя в техен бутик. Животът му се преобръща на 360 градуса, когато бива нает от Естебан Сан Роман за преподавател по биотехнология на дъщеря му Естрея. Той се влюбва в нея и прави и невъзможното, за да се бори за тази любов, въпреки че има доста пречки. Накрая Естрея и Греко се женят, а той става важен бизнесмен, който продава цветята, които с майка си отглеждат, извън границата на Мексико.

Артуро Гарсия Тенорио – Леонардо „Да Винчи“ Монтес – съпруг на Сокоро и баща на Греко и Лупита. Той е скромен и беден човек, който има само семейството си и приятеля си „Пулпо“, който също е бояджия като него. Двамата имат лош навик да залагат и винаги губят, затова и отнасят упреците на Сокоро. Леонардо обича много съпругата си и децата си.

Патрисия Рейес Спиндола – Вентурина „нямата“ Гарсия – Вентурина е верен спътник в живота на Сервандо. Прислужница е в дома му от години, а той е споделял много неща от живота си с нея. След смъртта на Сервандо, Вентурина наследява къщата, в която той е живял, но тя и Руфино решават да я дарят на монахините. Накрая се премества да живее при „Пулпо“ и децата му и заживява щастливо.

Ирма Серано – Дукесата на Валдерама и Сан Каликсто – Дукеса е собственица на бар в Ксочимилко. Добра, справедлива и умна жена. „Пулпо“ и „Да Винчи“ имат много дългове към нея, но тя им ги опрощава, защото са нейните единствени приятели и я разбират, когато тя им разказва истории от предишните ѝ животи.

Монтсерат Оливиер – Патрисия Ибанес – съпруга на Артуро, майка на Леонел. Винаги е харесвала Естебан. Веднъж го е целунала в градината на вилата ѝ, но след като той не е отвърнал на целувката ѝ, Патрисия се е заклела да му отмъсти, карайки Мария да вярва, че той ѝ е правил неприлични предложения. Освен това Патрисия не е тази, която изглежда – не е приятелката, която Мария смята. Тя всъщност е перверзна, зла и жестока жена, обичаща единствено себе си. Знаела е тайните и слабостите на всеки един, който е бил на пътуването до Аруба – Естебан, Алба, Кармела, Деметрио, Фабиола, Даниела, Бруно и Сервандо и ги е шантажирала с цел да изкара изгода от тайните им. Мария, четейки дневника ѝ, разбира, че Патрисия е зла жена и дори, че никога не е обичала собствения си син, Леонел и го е чувствала като тежест върху себе си. Убита от Деметрио

Лиса Уилет – Ребека Роблес – икономка в имението Сан Роман. Цени много господарите си, най-вече Алба. Готова е да направи всичко, което тя я помоли, ставайки ѝ съучастница в доста лоши постъпки спрямо семейството ѝ и Мария. Накрая решава да рекетира Алба, желаейки тройно повече пари, отколкото тя ѝ предлага и Алба, нямайки тази възможност, решава да приключи с нея завинаги. Отровена с отрова за мишки от Алба.

Арчи Ланфранко – Лусиано Сересуела – адвокатът на Мария. Успява да я изкара от затвора на 13-ият, фатален път, когато Мария се изправя пред съдията, който ѝ съобщава, че е свободна. Освобождавайки Мария, той се нагърбва със задачата да измъкне Вивиан от затвора. Това е молба на Мария. Лусиано е добър и честен човек, но се влюбва в Мария и това ще му доведе доста последствия. В желанието си да помогне на Мария да открие убиеца на Патрисия, той пътува до Мексико и се заселва там. Убит от Деметрио в църквата.